# Sjoda-Kedelabergen
Sjoda-Kedelabergen (georgiska: შოდა-კედელას ქედი, Sjoda-Kedelas kedi) är en bergskedja i Georgien. Den ligger i den norra delen av landet, i regionerna Ratja-Letjchumi och Nedre Svanetien. Sjoda-Kedelabergen är en del av Stora Kaukasus. Högsta toppen har berget Sjoda, som når 3 609 m ö.h.